# 涅爾斯科耶湖
56°5′2″N 37°23′22″E / 56.08389°N 37.38944°E
涅爾斯科耶湖（俄语：Нерское озеро），是俄羅斯的湖泊，位於該國西部，由莫斯科州負責管轄，長0.86公里、寬0.68公里，面積0.4平方公里，海拔高度185.7米，集水區面積5.7平方公里。